# Henryk Swolkień
Henryk Swolkień, pseudonim Kazimierz Zalesiński (ur. 20 października 1910 w Petersburgu, zm. 13 maja 1990 w Poznaniu) – polski kompozytor i pisarz muzyczny.

## Życiorys
Pochodził z rodziny ziemiańskiej, był synem urzędnika Ignacego Swolkienia. W 1918 roku wrócił z rodzicami do Polski, w latach 1919–1923 uczęszczał do Gimnazjum im. Stanisława Staszica w Warszawie. Po śmierci ojca w 1923 roku został przez matkę oddany do Korpusu Kadetów Nr 2, w 1928 roku zdał w Chełmie maturę. Ukończył studia ekonomiczne na Uniwersytecie Poznańskim (1934) oraz studia muzyczne u Kazimierza Sikorskiego w Państwowej Wyższej Szkole Muzycznej w Warszawie (1938). W trakcie kampanii wrześniowej w stopniu podporucznika dowodził plutonem radiowym. Po klęsce oddziałów dowodzonych przez gen. Tadeusza Piskora pod Tomaszowem Lubelskim dostał się do niewoli niemieckiej. Podczas pobytu w obozach jenieckich angażował się w życie muzyczne i podjął pierwsze próby kompozytorskie. Został wyzwolony w maju 1945 roku z obozu w Lubece przez wojska brytyjskie, po czym wyjechał do Włoch, gdzie wstąpił do 2 Korpusu Polskiego.
W latach 1945–1947 był uczniem Goffredo Petrassiego w Conservatorio di Santa Cecilia w Rzymie. Od 1948 do 1976 roku był pracownikiem Polskiego Radia w Warszawie, gdzie na przestrzeni lat kierował redakcjami muzyki ludowej, słowno-muzyczną i muzyki poważnej. Realizował cykle audycji radiowych, m.in. Arcydzieła muzyki są dla wszystkich, Najpiękniejsze utwory kameralne, Poznajemy formy muzyczne, Konfrontacje literacko-operowe, Sylwetka kompozytora. Komponował także muzykę do filmów krótkometrażowych i kronik filmowych. Dla Centralnej Poradni Amatorskiego Ruchu Artystycznej pisał popularyzatorskie książeczki o formach muzycznych i historii muzyki, w serii Mała Biblioteka Operowa wydał też książki o najsłynniejszych operach Giuseppe Verdiego: Traviacie (1957), Rigoletcie (1958) i Otellu (1960). Był autorem biografii Piotra Czajkowskiego (1973), Aleksandra Borodina (1979) i Michaiła Glinki (1984). Od 1963 roku publikował cotygodniowe felietony w „Kurierze Polskim”. Od 1969 do 1980 roku był wykładowcą Państwowej Wyższej Szkoły Muzycznej w Warszawie.
Od 1947 roku był członkiem Związku Autorów i Kompozytorów Scenicznych, a od 1949 roku członkiem Związku Kompozytorów Polskich. Odznaczony został Krzyżem Kawalerskim Orderu Odrodzenia Polski (1972) oraz Brązowym (1954) i Srebrnym (1959) Krzyżem Zasługi, a także Odznaką „Zasłużony Działacz Kultury”. W 1973 roku otrzymał Złoty Mikrofon.
Skomponował m.in. Divertimento w dawnym stylu (1950), Missa Mater Dolorosa na chór męski i orkiestrę smyczkową (1942), Kołysankę chłopską na sopran, chór i orkiestrę (1951), 2 kwartety smyczkowe (I 1943, II 1980), 2 kwintety fortepianowe (I 1978, II 1980). Był też autorem opery Przemysław II do libretta według dramatu Romana Brandstaettera (1981, wyst. Bydgoszcz 1986). Na przełomie lat 40. i 50. pisał piosenki ideowe w stylu socrealistycznym, m.in. Dwie pieśni o generale Świerczewskim (1949), Zbudujemy nową Polskę (1950), Włókniarka (1951), Budowniczym Nowej Huty (1951).
Został pochowany na Starych Powązkach w Warszawie.